# Cameron Jones
Cameron Scott Jones (Fort Lewis, 4 maggio 1989) è un cestista statunitense.

## Palmarès

### Squadra
- Campionato finlandese: 2

Kauhajoen Karhu: 2018-2019, 2021-2022

### Individuale
- NBA Development League Most Improved Player Award (2013)
- Korisliiga MVP finali: 2

Kauhajoen Karhu: 2018-2019, 2021-2022